# Der Berg des Schicksals
Der Berg des Schicksals ist ein deutscher Stummfilm von Arnold Fanck mit Luis Trenker in seinem ersten Kinofilm und Erna Morena in den Hauptrollen. Die Produktion war Fancks erste hundertprozentige Kinoinszenierung mit Spielhandlung und begründete das Genre des Bergfilms. Für die 21-jährige Leni Riefenstahl war der Film, den sie sich in Berlin 1924 eine Woche lang jeden Abend ansah, ein Schlüsselerlebnis, das sie bewog, Kontakt mit Fanck aufzunehmen und in dem daraufhin eigens für sie geschriebenen Film Der heilige Berg die weibliche Hauptrolle zu übernehmen.

## Handlung
Bislang ist es noch keinem Bergsteiger gelungen, den Gipfel der majestätischen Guglia del Diavolo zu erklimmen – die letzte Wand, die zum Gipfel führt, ist einfach zu steil. Selbst der beste Kletterer Tirols versucht immer wieder vergeblich sein Glück und riskiert dabei jedes Mal Kopf und Kragen. Da seine alte Mutter es nicht erträgt, sich derart häufig um das Leben ihres Sohnes Sorgen machen zu müssen, verspricht er ihr, fortan keine neuen Kletterversuche zu wagen. Noch ein weiterer Mensch hat sich die Guglia del Diavolo zu seinem Lebensziel gemacht: Hella, eine Jugendfreundin und zugleich beste Schülerin des Bergsteigers. Zahllose Stunden hat sie damit verbracht, den gewaltigen Berg mit ihren Augen zu fixieren, um eine innere Stimme sagen zu hören, wie sie in der Lage ist, ihn zu erklimmen.
Endlich glaubt Hella zu wissen, welcher der sichere Weg auf den Gipfel ist. Sie versucht, ihren Kletterlehrer zu einer gemeinsamen Besteigung zu überreden. Doch der fühlt sich an das Versprechen, das er einst seiner Mutter gab, gebunden. Hella ist über dessen Entscheidung sehr enttäuscht, und so versucht sie, allein das Wagnis der Erstbesteigung auf sich zu nehmen. Bald zieht ein Unwetter auf, und Hellas Vater eilt in Todesangst um seine Tochter zu dem Bergsteiger. Atemlos erzählt er ihm von Hellas verrücktem Plan, den sie nun ganz allein zu verwirklichen beabsichtigt. Der Bergsteiger will nicht am möglichen Tod seiner Jugendfreundin schuldig werden und sieht keine andere Möglichkeit, als wieder in die Wand einzusteigen, auch wenn er damit das seiner Mutter gegenüber gegebene Versprechen brechen muss.

## Produktionsnotizen
Die Dreharbeiten zu Der Berg des Schicksals begannen 1923 in den Dolomiten. Anfang 1924 wurde der Film fertiggestellt und am 10. Mai 1924 im Berliner UFA-Pavillon am Nollendorfplatz uraufgeführt. Der siebenaktige Film war 2432 Meter lang und wurde für die Jugend freigegeben. Das Prädikat „volksbildend“ wurde vergeben.
Die Filmbauten wurden von Leopold Blonder entworfen. Der 31-jährige Bergsteiger Luis Trenker gab hier sein Debüt als Filmschauspieler.

## Kritik
Der Film-Kurier schrieb am 13. Mai 1924: „Aus einer Fabel von denkbarer Einfachheit baut sich die Handlung auf. Da ist ein Bergsteiger, ein Mann, dem die Bezwingung der Gebirgswelt ein Rausch ist, wie dem Künstler das Schaffen. Ein Traum ist es, der ihn erfüllt, den Gipfel der Guglia de Diavolo zu besteigen, den eines Menschen Fuß noch nie erklommen. Aber, der Berg ist stärker als er, und er stürzt in die Tiefe. Nach Jahren vollendet sein Sohn, was er begonnen. Und zugleich rettet er die Jugendfreundin, die von gleichem Rausch wie er beseelt, in einer Anwandlung von Trotz versucht hat, den Gipfel zu erklimmen und dabei von einem Unwetter überrascht worden ist. Das ist die ganze Handlung dieses Films, eines Werkes von aufwühlendster Wirkung.“
Die Lichtbild-Bühne wertete: „Gipfelleistungen! Gipfelleistungen nicht nur auf sportlichem Gebiet, sondern ebenso auch in der photographischen Technik. Technik? Nein, nicht mehr Technik, sondern allerhöchste Kunst! Jedes Wort des Lobes ist zu schwach, um nachzumalen, was dieser Film unseren Augen und unserem Gemüt bietet. Man glaubte, daß nach den wundervollen Filmen des Dr. Fanck "Die Wunder des Schneeschuhs" und "Fuchsjagd im Engadin" eine Steigerung nicht mehr möglich wäre. Wir haben viele Nachahmungen gesehen, die trotz hoher innerer Schönheit an die Originale doch bei weitem nicht heranreichen konnten. Erst Dr. Fanck selber blieb es vorbehalten, auch hier noch eine Weiterentwicklung künstlerisch, aber auch in publikumsmäßiger Wirksamkeit zu erreichen. Zum ersten Male verwendet er bewußt eine durchgehende Handlung. Sie erinnert in ihrer schlichten Natürlichkeit an schönste schwedische Beispiele und gewann in ihrer betonten Schlichtheit durch die Darstellung.“
Siegfried Kracauer meinte in der Frankfurter Zeitung am 9. April 1925: „Wesentlicher als die Handlung mit ihrem segensreichen Ausgang sind die herrlichen Naturaufnahmen, die unter den schwierigsten Umständen und bei monatelangem geduldigen Ausharren gewonnen worden sind. Die Felsgebilde der Dolomiten – Cimone della Palla, Latemar, Rosengarten und wie sie alle heißen – ragen bei jeder Beleuchtung himmelan, sie spiegeln sich in den Seen wider, und Wolkenballungen umdrängen sie: Haufenwolken, riesige weiße Massivs, die zerflattern, Wolkenmeere, die aufwallen und verebben, streifige Züge und Herdenscharen. Schneller als in der Wirklichkeit eilen sie herbei und zerstreuen sich, von dem Zeitraffer um ihre Dauer betrogen. Sie verbergen die Gipfel, kreisen sie ein und ziehen sich für Augenblicke von der Belagerung zurück: ein kaleidoskopartiges Schauspiel, immer das gleiche, und immer wieder neu. Selten noch hat man im Film solche himmlischen Szenerien gesehen; ihr seltsamer Reiz beruht vor allem darin, daß Vorgänge, die in der Natur viele Stunden zu ihrer Entwicklung bedürfen, hier in wenigen Minuten dargeboten werden. Die Wolkenereignisse konzentrieren sich, und die Zeitverzerrung erzeugt einen optischen Rausch, der entzückt. Hinzu kommt der Anblick geübter Kletterer im Fels. Der Operateur Arnold Fanck, der sie gekurbelt hat, verdient jede Bewunderung, denn auch er hat "immer an der Wand lang" nachfolgen müssen, um die Bilder einzufangen. Kamin- und Wandkletterer bei Sonne und Neuschnee werden in Vollendung vorgeführt. Die Geschmeidigkeit der Bergsteiger befriedigt ästhetisch wie jede ausgeprägte körperliche Entfaltung.“
Oskar Kalbus nannte den „‚Berg des Schicksals‘ (1924), wieder ein Film von den Freiburgern, ist als Gipfelleistung alpiner Filmkunst kaum noch zu übertreffen. Wie hier Arnold Fanck die Wolken zerfließen, zusammenfallen und ihr gespenstisches Wesen um den Fels treiben läßt, wie sich hier das Gewitter in den Bergen austobt, das war bisher im Film noch nicht gezeigt worden.“
Knapp 90 Jahre später wertete man wesentlich kritischer und äußerte, dass bereits damals „Stimmen laut [wurden], die den Film des Höhenmenschentums bezichtigten. Spätestens seit Siegfried Kracauers weltbekannter Abhandlung zur deutschen Filmgeschichte ‚Von Caligari zu Hitler‘ geriet der deutsche Bergfilm, das vielleicht einzige originär deutsche Genre, als ein protofaschistischer Vorläufer der Blut und Boden-Filme des Dritten Reiches in Verruf. In dem heroischen Kampf mit den Naturgewalten kann man sicherlich eine Hingabe an Irrationalismus und Schicksalsgläubigkeit erkennen. Allerdings gibt es inzwischen auch eine weitere Sichtweise auf diese Filme. Denn sie verhandeln auch ein ambivalentes Verhältnis des Menschen zur Natur. Die Filmhelden, die in den monumentalen Szenerien häufig zu verschwinden drohen, müssen sich ins alpine Abenteuer stürzen, um ihre männliche Identität wiederzuerlangen. Die Bewährung am Berg kann in diesem Sinne auch als Spiegelbild der verunsicherten kastrierten Kriegsgeneration interpretiert werden.“

## Trivia
Der Film war Bestandteil der UFA-Filmnächte 2022, welche seit 2012 auf der Museumsinsel in Berlin abgehalten werden. Dazu spielte das Metropolis Orchester Berlin live eine neue für den Film komponierte Musik des österreichischen Komponisten Florian C. Reithner.